# Romualdo Coviello
Romualdo Vittorio Coviello (Avigliano, 8 maggio 1940 – Roma, 21 gennaio 2022) è stato un economista e politico italiano, senatore della Repubblica dal 2 luglio 1987 al 27 aprile 2006 per cinque legislature (X, XI, XII, XIII, XIV), ricoprendo diversi incarichi parlamentari.

## Biografia
Nato l'8 maggio 1940 ad Avigliano, in provincia di Potenza, ma residente a Potenza, si è laureato in economia e commercio all'Università degli Studi di Roma "La Sapienza", con specializzazione in economia dello sviluppo regionale, Romualdo Coviello è stato professore di economia e politica agraria all'Università degli Studi della Basilicata e responsabile del Consiglio Nazionale delle Ricerche e la Sperimentazione in Agricoltura.
Per anni svolse attività di ricerca scientifica nel campo dell'economia agraria presso le Università della Basilicata e di Bari.
Passato all'attività politica, è stato consigliere regionale della Basilicata sin dalla prima consiliatura, presidente del Consiglio regionale e assessore regionale all'agricoltura e programmazione economica della Regione Basilicata. Fu inoltre vice-responsabile del Comitato nazionale per lo sviluppo agricolo e professore di economia e politica agraria all'Università di Bari.
Alle elezioni politiche del 1987 viene candidato al Senato della Repubblica, tra le liste della DC nel collegio di Corleto Perticara della circoscrizione Basilicata, venendo eletto senatore. Nel corso della X legislatura è stato componente della 5ª Commissione Bilancio, membro e segretario della Commissione di controllo sugli interventi nel Mezzogiorno.
Alle elezioni politiche del 1992 viene ricandidato a Palazzo Madama, tra le liste della DC nel medesimo collegio della medesima circoscrizione, venendo rieletto senatore. Nella XI legislatura della Repubblica è stato componente e vicepresidente della 11ª Commissione Lavoro, previdenza sociale.
Nel 1994, con lo scioglimento della DC, aderisce alla rinascita del Partito Popolare Italiano (PPI) di Mino Martinazzoli, con cui alle elezioni politiche dello stesso anno viene eletto per la terza volta al Senato, tra le sue liste nella circoscrizione Basilicata.
Viene rieletto senatore nella XIII e la XIV legislatura, dove fu anche vicepresidente della Commissione lavoro e sicurezza sociale, Presidente della Commissione Bilancio e Programmazione economica del Senato e della commissione Affari Europei. Vice presidente del Gruppo Italiano Unione Interparlamentare (Parlamentary Union) dal 2001 al 2006, partecipò a missioni dell'UIP all'estero, e a lavori commissioni WTO e ONU. Dal 2004 è stato anche consigliere della SVIMEZ.
Da marzo 2011 fu membro del Consiglio Scientifico dell’INRAN, Istituto Nazionale di Ricerca per gli Alimenti e la Nutrizione.
Muore il 21 gennaio 2022 a Roma, all'età di 81 anni.